# Amstel Gold Race Ladies Edition
Die Amstel Gold Race Ladies Edition ist das Frauenradrennen im Rahmen der Radsportveranstaltung Amstel Gold Race.
Das Eintagesrennen wurde für Frauen erstmals in den Jahren 2001 bis 2003 ausgetragen.2003 war das Amstel Gold Race Teil des Rad-Weltcups. Nach längere Pause wurde der Wettbewerb ab 2017 wieder ausgetragen und in den Kalender der UCI Women’s WorldTour aufgenommen.

## Ergebnisse
| Jahr | Sieger                        | Zweiter              | Dritter                                   |          |
| ---- | ----------------------------- | -------------------- | ----------------------------------------- | -------- |
| 2001 | Debby Mansveld                | Mirjam Melchers      | Leontien Zijlaard-van Moorsel             |          |
| 2002 | Leontien Zijlaard-van Moorsel | Mirjam Melchers      | Katherine Bates                           |          |
| 2003 | Nicole Cooke                  | Olivia Gollan        | Edita Pučinskaitė                         |          |
| 2017 | Anna van der Breggen          | Lizzie Deignan       | Annemiek van Vleuten Katarzyna Niewiadoma |          |
| 2018 | Chantal Blaak                 | Lucinda Brand        | Amanda Spratt                             |          |
| 2019 | Katarzyna Niewiadoma          | Annemiek van Vleuten | Marianne Vos                              |          |
| 2020 | abgesagt                      | abgesagt             | abgesagt                                  | abgesagt |
| 2021 | Marianne Vos                  | Demi Vollering       | Annemiek van Vleuten                      |          |
| 2022 | Marta Cavalli                 | Demi Vollering       | Liane Lippert                             |          |
| 2023 | Demi Vollering                | Lotte Kopecky        | Shirin van Anrooij                        |          |
| 2024 | Marianne Vos                  | Lorena Wiebes        | Ingvild Gåskjenn                          |          |
| 2025 |                               |                      |                                           |          |